# Educación bancaria
La educación bancaria es la concepción de la educación como un proceso en el que el educador deposita contenidos en la mente del estudiante. El término aparece por primera vez en la obra Pedagogía del oprimido del pedagogo brasileño Paulo Freire, quien analiza de forma crítica esta visión de la educación, la cual denuncia como un instrumento fundamental de opresión, en oposición a una educación popular. 
En lugar de observar la educación como un proceso de comunicación y diálogo consciente y con discernimiento, la educación bancaria contempla al educando como un sujeto pasivo e ignorante, que ha de aprender por medio de la memorización y repetición de los contenidos que se le inculcan. Bajo esta lógica, el educador selecciona la información de forma a priori, para luego instruirlas, viéndose a sí mismo como un poseedor de verdades únicas e inamovibles.
La expresión como tal se origina con la obra de Freire, pero la idea en sí encuentra un paralelismo con las ideas del pedagogo suizo Johann Heinrich Pestalozzi, que ya había rechazado dichas técnicas en el siglo XVII.
Este tipo de educación paternalista parte de unas ciertas premisas o concepciones que se tienen sobre cómo educar, las cuales vienen desde la instrucción planteada por Agustín de Hipona. Una de esa premisas es que enseñar consiste en narrar, es decir que la narración cobra un papel no sólo muy importante, sino preponderante en la educación.  La dificultad que se crea con ese pensamiento es que se percibe la realidad como algo que no cambia, que permanece en el tiempo y que, además,  es divisible y totalmente ajeno a la propia experiencia de los maestros.
Una segunda premisa de la que parte la educación bancaria es que el estudiante es un ser vacío de conocimiento. Es por ello, que el maestro se considera a sí mismo como un agente indiscutible. Es decir, que su palabra es la única que cuenta en el contrato social que crea con el agente pasivo que sería el estudiante. Además, al tener en cuenta que el estudiante sería un ser vacío, el maestro debe llenarlo de saber. Es aquí en donde el término Educación bancaria toma sentido, pues el maestro se convierte en el depositante, el estudiante, en el depositario, y el conocimiento es el depósito. 
Entonces, la calidad de la educación se mide en cuestión de cantidad. Entre más sea la cantidad de conocimiento (depósito) que el maestro (depositante) logre insertar en la cabeza del estudiante (depositario), mejor maestro será. Mientras que entre más información tenga el estudiante, memorice y repita, mejor estudiante será.
Por lo anterior, los alumnos sólo tienen una cosa que hacer, recibir pasivamente la información y archivarla, luego, saldrá de su boca, en forma de palabras, en el momento en que el maestro necesite comprobar que está llenando bien sus recipientes.
De acuerdo a todo lo dicho anteriormente, el saber se lograría siendo paciente, pasivo y memorístico. Asimismo, la formación se haría posible únicamente si el maestro tiene una suma mayor de información y reconoce sus saberes como absolutos. Es decir, que el estudiante jamás tendrá la oportunidad de crear nuevas ideas, pues ya todo ha sido dicho y debe ser conservado a través de la memorización.
Finalmente,  este tipo de educación se lleva a cabo por los intereses privados de los grupos sociales poderosos, que logran percibir en el debate, el pensamiento inventivo y crítico, una amenaza a sus estilos de vida.
“El problema radica en que pensar auténticamente es peligroso. El extraño humanismo de esta concepción bancaria se reduce a la tentativa de hacer de los hombres su contrario- un autómata, que es la negación de su vocación ontológica de ser más” Freire (1970)